# 11154 Kobushi
11154 Kobushi eller 1997 YD10 är en asteroid i huvudbältet som upptäcktes den 28 december 1997 av den japanska astronomen Takao Kobayashi vid Ōizumi-observatoriet. Den är uppkallad efter det japanska berget Kobushi.
Asteroiden har en diameter på ungefär 5 kilometer.